# Konipas
Konipas je český název ptáků rodu Motacilla, Dendronanthus a Tmetothylacus z čeledi konipasovitých. V Česku žijí tři druhy: konipas bílý, konipas horský, konipas luční, vzácně zalétává druh čtvrtý – konipas citronový.

## Druhy
- Motacilla
  - konipas africký Motacilla aguimp Dumont, 1821
  - konipas bílý Motacilla alba Linné, 1758
  - konipas citronový Motacilla citreola Pallas, 1776
  - konipas černohřbetý Motacilla lugens Gloger, 1829
  - konipas dlouhoocasý Motacilla clara Sharpe, 1908
  - konipas horský Motacilla cinerea Tunstall, 1771
  - konipas indický Motacilla maderaspatensis Gmelin, 1789
  - konipas japonský Motacilla grandis Sharpe, 1885
  - konipas kapský Motacilla capensis Linné, 1766
  - konipas luční Motacilla flava Linné, 1758
  - konipas madagaskarský Motacilla flaviventris Hartlaub, 1860
  - konipas mekongský Motacilla samveasnae Duckworth, Alström, Davidson, Evans, Poole, Tan Setha et Timmins, 2001
- Dendronanthus
  - konipas pralesní Dendronanthus indicus (Gmelin, 1789)
- Tmetothylacus
  - konipas zlatý Tmetothylacus tenellus (Cabanis, 1878)